# Union internationale de pentathlon moderne
L'Union internationale de pentathlon moderne (UIPM) est l'institution ayant autorité sur le pentathlon moderne, sport combinant cinq disciplines : l'équitation, l'escrime, la natation, le tir et la course à pied. De 1967 à 1993, l'association avait pour nom Union internationale de pentathlon moderne et de biathlon (UIPMB). Depuis, le biathlon est régi par une union autonome, l'Union internationale de biathlon.
L'UIPM régit également les sports combinés Laser Run (course+tir), Tétrathlon (natation/escrime/course+tir), Biathle (course/natation), Triathle (course+tir/natation).

## Historique
C'est en 1909 que le fondateur des Jeux olympiques modernes, le Français Pierre de Coubertin, parvient à convaincre le Comité international olympique d'intégrer aux programme olympique une épreuve combinant plusieurs sports. Le pentathlon moderne fait ainsi partie des quatorze sports disputés lors des Jeux olympiques d'été de 1912 à Stockholm. Pendant près de quatre décennies, le Comité international olympique (CIO) sera l'unique organe dirigeant de ce sport. Le développement de la pratique du pentathlon rend finalement incontournable l’organisation d’épreuves internationales en dehors des Jeux olympiques. Or le CIO ne souhaite pas se disperser, c'est ainsi que la constitution d’une véritable fédération autonome est décidée. 
L'Union internationale de pentathlon moderne est créée en marge des Jeux olympiques de Londres, le 3 août 1948 à Sandhurst. Dès ce premier congrès réunissant 15 pays membres, l'organisation de championnats du monde est décidée pour l'année suivante. L'UIPM travaille également sur la mise au point du pentathlon moderne d'hiver dont les premiers championnats du monde sont programmés pour 1953, avant d'être annulés dès l'été 1952. La création de l'épreuve hivernale n'aboutira que quelques années plus tard. Intitulé biathlon moderne d'hiver, le sport se limite à la combinaison de deux des cinq disciplines du projet initial de pentathlon moderne d'hiver, le tir et le ski de fond, regroupées en une seule épreuve. Les règles du biathlon d'hiver sont validées en novembre 1956 lors du congrès de Melbourne, et en 1957 l'Union internationale de pentathlon moderne se déclare responsable du biathlon moderne d'hiver. Immédiatement approuvé par le CIO, ce nouveau sport d'hiver intègre le programme olympique officiel en 1960 à Squaw Valley. L'UIPM est alors le seul organe dirigeant du sport à avoir autorité sur un sport d'été et un sport d'hiver présents au sein du programme olympique. En 1967, l'Union internationale de pentathlon moderne rajoute le biathlon à son intitulé (UIPMB). Le biathlon s'émancipe en 1993 avec la création de l'Union internationale de biathlon (IBU), qui reste affiliée à l'UIPM pendant cinq ans, jusqu'en 1998, date à laquelle les deux unions internationales deviennent totalement indépendantes.
En 2020, l'Union internationale de pentathlon moderne compte plus de 120 fédérations membres.
En 2022, à la suite de l’affaire Saint Boy, l’Union internationale annonce la décision de rénover le pentathlon moderne en y intégrant une nouvelle discipline en remplacement de l’épreuve d’équitation. La mise en œuvre de ce changement est prévue après les Jeux olympiques d'été de 2024 à Paris.

## Présidence
- Tor Wibom (1948-1949).
- Gustaf Dyrssen (1949-1960).
- Sven Thofelt (1960-1988)
- Igor Novikov (1988–1992)
- Klaus Schormann (1992-2024)
- Robert Stull Oly[3] (2024-...)

Le prince Albert II de Monaco est président d’honneur de l’Union internationale de pentathlon moderne.

## Pays membres
| Afrique | Amériques | Asie | Europe | Océanie                               |
| --- | --- | --- | --- | ------------------------------------- |
| - Algérie - Bénin - Burkina Faso - Burundi - Cameroun - Égypte - Gambie - Ghana - Côte d'Ivoire - Kenya - Madagascar - Mali - Maurice - Maroc - Mozambique - Namibie - Niger - Nigeria - Sénégal - Afrique du Sud - Eswatini - Togo - Tunisie | Amérique du Nord, centrale et Caraïbes - Bermudes - Canada - Costa Rica - Cuba - République dominicaine - Salvador - Guatemala - Haïti - Mexique - Porto Rico - États-Unis Amérique du Sud - Argentine - Bolivie - Brésil - Chili - Colombie - Équateur - Panama - Pérou - Uruguay - Venezuela | - Afghanistan - Bahreïn - Bangladesh - Chine - Chinese Taipei - Hong Kong - Inde - Indonésie - Iran - Japon - Kazakhstan - Corée du Sud - Corée du Nord - Koweït - Kirghizistan - Liban - Malaisie - Mongolie - Népal - Pakistan - Palestine - Philippines - Qatar - Singapour - Sri Lanka - Syrie - Tadjikistan - Thaïlande - Turkménistan - Ouzbékistan | - Arménie - Autriche - Azerbaïdjan - Biélorussie - Belgique - Bulgarie - Croatie - Chypre - République tchèque - Danemark - Estonie - Finlande - France - Géorgie - Allemagne - Grande-Bretagne - Grèce - Hongrie - Irlande - Israël - Italie - Kosovo - Lettonie - Lituanie - Luxembourg - Moldavie - Monaco - Pays-Bas - Pologne - Portugal - Roumanie - Russie - Serbie - Slovaquie - Espagne - Suède - Suisse - Turquie - Ukraine | - Australie - Guam - Nouvelle-Zélande |

## Compétitions internationales
- Championnats du monde
- Coupe du monde - World Cup Series

## Sources et références
1. 1 2  « Pentathlon Moderne : le Prince Albert II inaugure le nouveau siège de la Fédération », sur Monaco Tribune, 9 décembre 2020 (consulté le 25 décembre 2020)
2. ↑  (en) « Modern Pentathlon at the 2024 Paris Olympic Games », sur WDIV, 9 août 2022 (consulté le 24 août 2022)
3. ↑  73rd UIPM Congress: Robert Stull OLY (USA) elected as UIPM President